# A Worker's Wife
A Worker's Wife è un cortometraggio muto del 1910 diretto da Theo Bouwmeester (Theo Frenkel).

## Trama
La bella moglie di un operaio viene concupita da un magnate che non ha scrupoli nell'assumere il marito per poter poi sedurne la moglie.

## Produzione
Il film fu prodotto dalla Hepworth.

## Distribuzione
Distribuito dalla Hepworth, il film - un cortometraggio di 175 metri - uscì nelle sale cinematografiche britanniche nel giugno 1910.
Si conoscono pochi dati del film che, prodotto dalla Hepworth, fu distrutto nel 1924 dallo stesso produttore, Cecil M. Hepworth. Fallito, in gravissime difficoltà finanziarie, il produttore pensò in questo modo di poter almeno recuperare il nitrato d'argento della pellicola.